# Otto Thanner
Otto Thanner (* 24. Juni 1922; † 20. Januar 1983) war ein deutscher Fußballspieler, der von 1946 bis 1952 als Stürmer des TSV 1860 München in der Fußball-Oberliga Süd 146 Spiele absolviert und dabei 91 Tore erzielt hat.

## Laufbahn
Otto Thanner, zumeist „Biwi“ gerufen, gehörte der Spielergeneration an, mit der nach dem Ende des Zweiten Weltkriegs die Geschichte der Fußball-Oberliga Süd begann. Der erste Spieltag der Oberliga Süd wurde bereits am 4. November 1946 durchgeführt. Der VfB Stuttgart gewann mit einem Punkt Vorsprung vor dem 1. FC Nürnberg die erste Meisterschaft im Süden, 1860 München rangierte auf dem 9. Rang der 16er-Liga. An der Seite der Mitspieler Georg Bayerer, Franz Hammerl, Alois Hornauer, Ludwig Janda und Georg Pledl brachte es der athletische Angreifer, fast durchgehend auf der Mittelstürmerposition eingesetzt, in der zweiten Saison 1946/47 auf 24 Tore für die „Blauen“. 1860 München spielte sich mit dem Torverhältnis von 67:50 Toren in der 20er-Liga auf den vierten Rang, hinter Meister 1. FC Nürnberg, SV Waldhof und Eintracht Frankfurt. Thanner hatte sich in den Spielen gegen Viktoria Aschaffenburg und den BC Augsburg jeweils als dreifacher Torschütze ausgezeichnet. In der Südtorschützenliste rangierte er hinter Hans Pöschl (38), Fritz Balogh (32), Max Morlock (25) und Georg Platzer mit ebenfalls 25 Toren auf dem vierten Rang.
In der Torschützenliste wiederholte der „Löwen“ – Mittelstürmer 1947/48 den vierten Rang des Vorjahres. Mit 22 Toren landete er hinter Robert Schlienz (31), Max Morlock (30) und Kurt Lauxmann mit 26 Toren an vierter Stelle. Aber mit seiner Mannschaft errang er hinter dem überlegenen Meister 1. FC Nürnberg, knapp mit zwei Punkten Vorsprung vor den Stuttgarter Kickers – die Kickers stellten mit 113 Toren die beste Offensive im Süden – und dem Lokalrivalen FC Bayern München, die Vizemeisterschaft. Vereinsintern waren Josef Lammers mit 14 und Ludwig Janda mit 13 Toren weitere Garanten des Erfolgs. In allen vier Derbypaarungen gegen Bayern und FC Wacker München war er dabei und schoss auch drei Tore. In der Endrunde hatte der Südvizemeister im Vorrundenspiel gegen den Meister der französisch besetzten Zone, den 1. FC Kaiserslautern, am 18. Juli 1948 in Worms aber keine Chance. „Biwi“ Thanner glückte zwar in der 62. Minute der zwischenzeitliche 1:1-Ausgleichstreffer, die Mannen um Fritz Walter entschieden aber in den restlichen Minuten mit vier weiteren Treffern überlegen die Partie.
Die Mannschaft von Trainer Max Schäfer kam 1948/49 auf den vierten Platz. Thanner holte sich mit 19 Treffern gemeinsam mit Georg Herbold und Emil Maier die Torschützenkrone. In der Rückrunde zeichnete er sich in den Partien gegen BC Augsburg, FSV Frankfurt und Schwaben Augsburg jeweils als dreifacher Torschütze aus. Im fünften Jahr Oberliga Süd, 1949/50, kamen die „Löwen“ nur auf 46 Tore und damit auf den neunten Rang. Trost war dabei nur, dass sich der FC Bayern sogar mit dem 13. Platz bescheiden musste. Thanner führte wiederum die interne Torschützenliste bei 1860 mit zwölf Treffern an.
Die Vorrunde 1950/51 lief aus Sicht des Torschützen vom Dienst gut ab: mit 13 Treffern hatte er sich eine gute Ausgangsposition verschafft, die 20er-Marke sollte für die 16 restlichen Spiele kein unüberwindliches Hindernis darstellen. Jeweils zwei Tore hatte Thanner zu den 5:1- bzw. 3:2-Erfolgen gegen den BC Augsburg und die „Roten“ vom FC Bayern beigesteuert. Bei dem überraschend hohen 6:0-Auswärtserfolg am 16. Spieltag beim Tabellenführer 1. FC Nürnberg, trug er sich selbstverständlich auch in die Torschützenliste ein. Am 17. Spieltag, dem letzten Spieltag der Vorrunde, erzielte Thanner beim 3:1-Heimsieg gegen Kickers Offenbach sein 13. Rundentor. Das erste Rückrundenspiel am 31. Dezember 1950, 1860 spielte 1:1 bei Schwaben Augsburg, wurde dann zum letzten Rundeneinsatz des Mittelstürmers. Mit 18 Spielen und 13 Toren ist Otto Thanner in der Statistik zur Runde 1950/51 verzeichnet. Tragischer Grund war eine schwere Verletzung im Januar 1951 durch ein Bolzenschussgerät am linken Auge, das ihm letztlich sogar herausgenommen werden musste. Nach mehrmonatigem Krankenhausaufenthalt feierte er am 26. August 1951 beim 10:0-Heimsieg gegen den VfL Neckarau sein überraschendes Come-back. In der Sturmformation Ludwig Zausinger, Kurt Mondschein (damit wissen wir jetzt auch, warum „Morlock noch den Mondschein traf“), Kurt Lauxmann und Alois Hornauer glückte ihm dabei sogar ein Treffer. In der Folgezeit konnte er durch die Nachwirkungen des Unfalls nicht mehr an seine alte Form anknüpfen und beendete mit seinem sechsten Rundeneinsatz am 6. April 1952 beim SV Waldhof seine Laufbahn.